# Бовдичев ефекат
Бовдичев ефекат (БЕ),  феномен степеница, Трепеов феномен или Трепеов ефекат метода је срчане ауторегулације којом се напетост срчаног мишића (миокарда) повећава са повећањем срчане фреквенције. Основа овог феномена је повезана са руковањем јонима калцијума и погрешним руковањем у срчаним ћелијама. Укључује протеине који учествују у спрези ексцитације-контракције, као што је саркоплазматски ендоплазматски ретикулум калцијум-АТПаза (СЕРКА). Директна корелација између смањене експресије СЕРКА и смањеног нивоа апсорпције Ca у саркоплазматском ретикулуму (СР), што доводи до смањеног одзива сила-фреквенција, скован је као обележје срчане инсуфицијенције. Даље, постоје и импликације мутација у СЕРКА код Дариерове болести – аутозомно доминантне кожне болести.

## Епоним
Бовдичев ефекат назван је по Хенрију Пикерингу Бовдичу који га је први описао 1871. године.

## Историја
Концепт позитивног инотропног одговора срца заснованог на фреквенцији први је објаснио 1871. године физиолог Хенри Пикеринг Бовдич након што је стимулисао комоски срчани врх жабе у мировању.

## Механизам
Тачан механизам укључен у БЕ до данас није у потпуности схваћен, али измењено кретање калцијума је највероватније објашњење.  Примећено је да су саркоплазматски ендоплазматски ретикулум калцијум-АТПаза (СЕРКА) и Na/K  измењивача најдоминантнији процеси. Повећање срчане фреквенције узрокује инотропни ефекат за који се претпоставља да је због неуспешности Na/К-АТПазе да одржи корак са приливом натријума уз повећану стопу акционих потенцијала при вишим откуцајима срца, што узрокује накупљање интрацелуларни калцијум  и одлагање реституције канала за ослобађање калцијума. Већа доступност калцијума интрацелуларно значи више везивања калцијума за тропонин Ca за контракцију између дебелих и танких филамената. Максимална напетост мишића се јавља са повећањем броја веза или пројекција које се протежу од дебелог ланца (миозина) са танким филаментима (актином).  

## Патофизиологија
Бовдичев ефекат је од суштинског значаја за разумевање динамике отказивања срца. Здраво срце може изазвати позитиван БЕ због промена у оптерећењу. Ca саркоплазматског ендоплазматског ретикулума, док је негативан Бовдичев ефекат патолошки знак. Овај негативни БЕ настаје услед смањене експресије СЕРКА протеина и карактеристично је обележје срчане инсуфицијенције код људи. Студија је приметила смањење амплитуде и пораст одговора контрактилне напетости миокарда на тахикардију у зависности од фреквенције за две трећине у поређењу са срцем без отказа. Код здравог миокарда, посматрачи су приметили значајно повећање вентрикуларног притиска од 30% при вентрикуларном пејсингу између 80 и 120 откуцаја/мин; док је ова вршна стопа пораста вентрикуларног притиска одсутна у срцу са дилатираном кардиомиопатијом.
Тестирање са мишићима из срца са дилатираном кардиомиопатијом показало је смањену тензију у срчаном мишићу, што се приписује до 45% мање миофибриларног протеина и смањена активација контрактилних протеина у миоциту у затајеном срцу. Други механизми предложени у променама односа напетост-фреквенција могу бити последица смањеног броја СЕРКА пумпи, смањене производње цАМП, интрацелуларне ацидозе или метаболичког накупљања услед повећаних дифузијских растојања у хипертрофираним миоцитима.

## Клинички значај
Позитиван Бовдичев ефекат изазива повећање минутног волумена срца услед повећане силе контракције срчаних мишића.
Овај феномен је обично одсутан или чак поништен (негативан Бовдитчев ефекат) код срчане инсуфицијенције и других болести срца, као што су кардиомиопатија и коронарна артеријска болест. Ово се назива феноменом нулте или обрнутих степеница. Вероватни узрок овог ефекта се приписује мутацијама у СЕРКА2а.